# Bahnstrecke Střelice–Okříšky
| Kursbuchstrecke (SŽ): | 240                  |                                                |                                                |
| Streckenlänge: | 61,846 km            |                                                |                                                |
| Spurweite: | 1435 mm (Normalspur) |                                                |                                                |
| Streckenklasse: | C4                   |                                                |                                                |
| Maximale Neigung: | 25 ‰                 |                                                |                                                |
| Minimaler Radius: | 225 m                |                                                |                                                |
| Streckengeschwindigkeit: | 90 km/h              |                                                |                                                |
| |                      |                                                |                                                |
| \| \| \| von Brno (vorm. BRE) \| \| \| \| 0,000 \| Střelice früher Střelitz \| Střelice früher Střelitz \| \| \| \| nach Wien Südbahnhof (vorm. StEG) \| \| \| \| 3,094 \| Omice \| Omice \| \| \| 6,475 \| Tetčice früher Tetschitz \| Tetčice früher Tetschitz \| \| \| 8,395 \| Rosice u Brna früher Rossitz-Pendorf \| Rosice u Brna früher Rossitz-Pendorf \| \| \| \| von Zbýšov \| \| \| \| 10,877 \| Zastávka u Brna früher Segen Gottes \| Zastávka u Brna früher Segen Gottes \| \| \| 16,145 \| Vysoké Popovice \| Vysoké Popovice \| \| \| 18,882 \| Rapotice früher Rapotitz \| Rapotice früher Rapotitz \| \| \| \| Chvojnice \| \| \| \| 23,651 \| Kralice nad Oslavou früher Kralitz \| Kralice nad Oslavou früher Kralitz \| \| \| \| Oslava \| \| \| \| 29,530 \| Náměšť nad Oslavou früher Namiest a. d. Oslawa \| Náměšť nad Oslavou früher Namiest a. d. Oslawa \| \| \| \| Militärflugplatz Náměšť \| \| \| \| 35,806 \| Studenec früher Studenetz \| Studenec früher Studenetz \| \| \| \| nach Křižanov (vorm. StEG) \| \| \| \| 42,751 \| Vladislav zastávka \| Vladislav zastávka \| \| \| 43,953 \| Vladislav früher Wladislau \| Vladislav früher Wladislau \| \| \| \| Jihlava \| \| \| \| 50,083 \| Třebíč früher Trebitsch \| Třebíč früher Trebitsch \| \| \| \| Libušino údolí \| \| \| \| 52,448 \| Třebíč-Borovina früher Řipov \| Třebíč-Borovina früher Řipov \| \| \| 55,467 \| Krahulov früher Kralohof \| Krahulov früher Kralohof \| \| \| \| von (Wien–)Znojmo (vorm. ÖNWB) \| \| \| \| 61,846 \| Okříšky früher Okříschko \| Okříšky früher Okříschko \| \| \| \| nach Kolín (vorm. ÖNWB) \| \| |                      |                                                |                                                |
| Strecke |                      | von Brno (vorm. BRE)                           | von Brno (vorm. BRE)                           |
| Bahnhof | 0,000                | Střelice früher Střelitz                       | Střelice früher Střelitz                       |
| Abzweig geradeaus und nach links |                      | nach Wien Südbahnhof (vorm. StEG)              | nach Wien Südbahnhof (vorm. StEG)              |
| Haltepunkt / Haltestelle | 3,094                | Omice                                          | Omice                                          |
| Bahnhof | 6,475                | Tetčice früher Tetschitz                       | Tetčice früher Tetschitz                       |
| Haltepunkt / Haltestelle | 8,395                | Rosice u Brna früher Rossitz-Pendorf           | Rosice u Brna früher Rossitz-Pendorf           |
| Abzweig geradeaus und ehemals von links |                      | von Zbýšov                                     | von Zbýšov                                     |
| Bahnhof | 10,877               | Zastávka u Brna früher Segen Gottes            | Zastávka u Brna früher Segen Gottes            |
| Haltepunkt / Haltestelle | 16,145               | Vysoké Popovice                                | Vysoké Popovice                                |
| Bahnhof | 18,882               | Rapotice früher Rapotitz                       | Rapotice früher Rapotitz                       |
| Brücke über Wasserlauf |                      | Chvojnice                                      | Chvojnice                                      |
| Bahnhof | 23,651               | Kralice nad Oslavou früher Kralitz             | Kralice nad Oslavou früher Kralitz             |
| Brücke über Wasserlauf |                      | Oslava                                         | Oslava                                         |
| Bahnhof | 29,530               | Náměšť nad Oslavou früher Namiest a. d. Oslawa | Náměšť nad Oslavou früher Namiest a. d. Oslawa |
| Abzweig geradeaus und nach links |                      | Militärflugplatz Náměšť                        | Militärflugplatz Náměšť                        |
| Bahnhof | 35,806               | Studenec früher Studenetz                      | Studenec früher Studenetz                      |
| Abzweig geradeaus und nach rechts |                      | nach Křižanov (vorm. StEG)                     | nach Křižanov (vorm. StEG)                     |
| Haltepunkt / Haltestelle | 42,751               | Vladislav zastávka                             | Vladislav zastávka                             |
| Dienststation / Betriebs- oder Güterbahnhof | 43,953               | Vladislav früher Wladislau                     | Vladislav früher Wladislau                     |
| Brücke über Wasserlauf |                      | Jihlava                                        | Jihlava                                        |
| Bahnhof | 50,083               | Třebíč früher Trebitsch                        | Třebíč früher Trebitsch                        |
| Brücke über Wasserlauf |                      | Libušino údolí                                 | Libušino údolí                                 |
| Haltepunkt / Haltestelle | 52,448               | Třebíč-Borovina früher Řipov                   | Třebíč-Borovina früher Řipov                   |
| Bahnhof | 55,467               | Krahulov früher Kralohof                       | Krahulov früher Kralohof                       |
| Abzweig geradeaus und von links |                      | von (Wien–)Znojmo (vorm. ÖNWB)                 | von (Wien–)Znojmo (vorm. ÖNWB)                 |
| Bahnhof | 61,846               | Okříšky früher Okříschko                       | Okříšky früher Okříschko                       |
| Strecke |                      | nach Kolín (vorm. ÖNWB)                        | nach Kolín (vorm. ÖNWB)                        |

Die Bahnstrecke Střelice–Okříšky ist eine Hauptbahn („celostátní dráha“) in Tschechien. Sie verläuft von Střelice (Střelitz) über Zastávka (Segen Gottes) nach Okříšky (Okříschko). Der Abschnitt Střelice–Zastávka wurde ursprünglich von der Brünn-Rossitzer Eisenbahn (BRE) als Kohlenbahn erbaut und betrieben. Die weitere Strecke eröffnete die priv. Österreichisch-ungarische Staatseisenbahngesellschaft (StEG) im Jahr 1886 als Teil der Böhmisch-Mährischen Transversalbahn. In der Zeit des Protektorats Böhmen und Mähren war die Strecke Teil der einzigen ganz auf tschechischem Gebiet verlaufenden Fernverbindung zwischen Prag und Brünn.

## Geschichte
Die Konzession für die Brünn-Rossitzer Eisenbahn wurde am 15. Jänner 1854 erteilt. Konzessionäre waren vor allem die Eigentümer der Steinkohlegruben im Rossitzer Revier. Den Bau der Strecke übernahm die Firma M. Fröhlich & A. Stein. Am 2. Jänner 1856 wurde die Strecke provisorisch für den Güterverkehr eröffnet. Die offiziellen Feierlichkeiten zur Inbetriebnahme fanden am 30. Juni 1856 statt, einen Tag später wurde der planmäßige Personenverkehr aufgenommen.

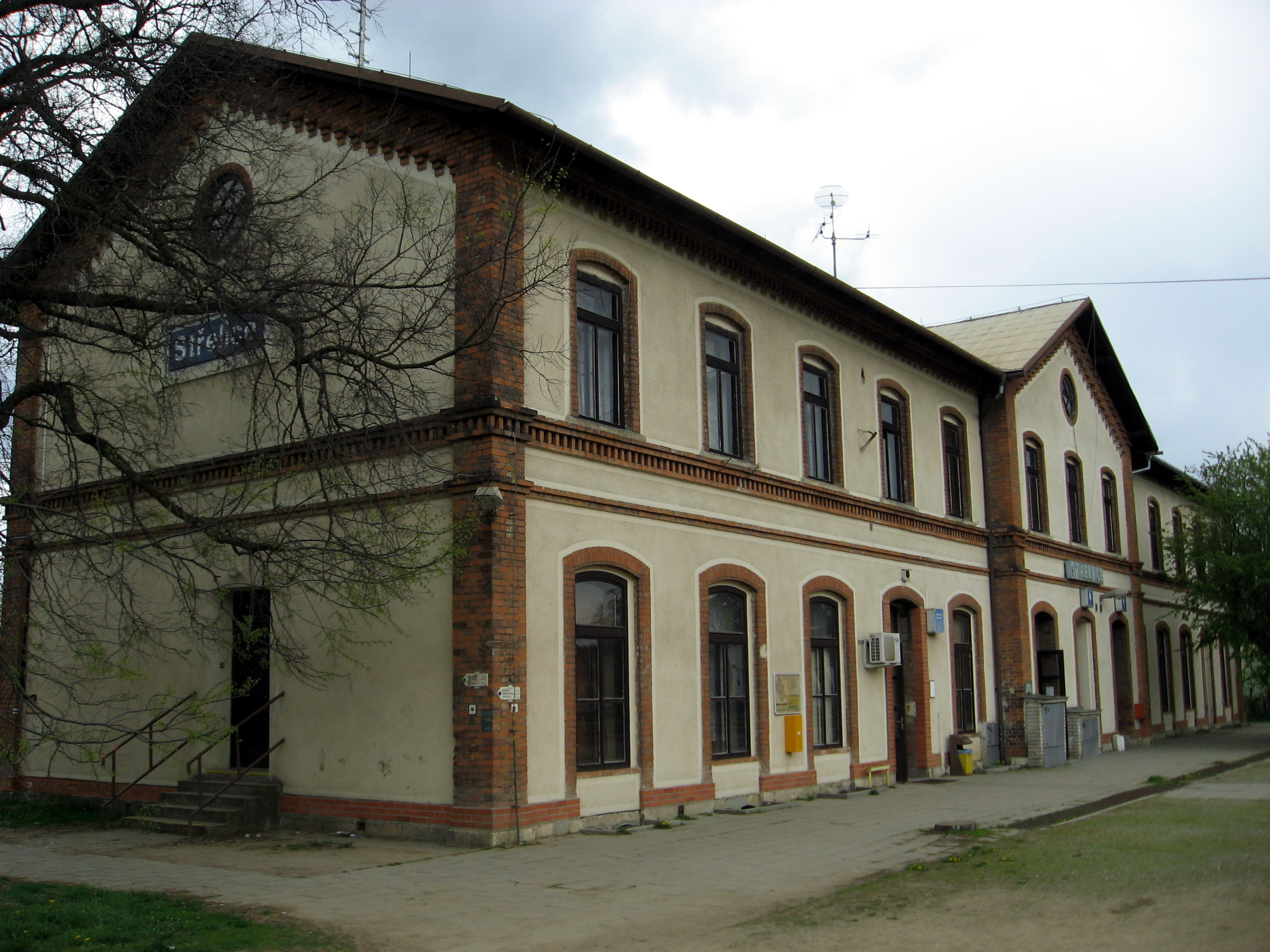
Bahnhof Střelice (2009)

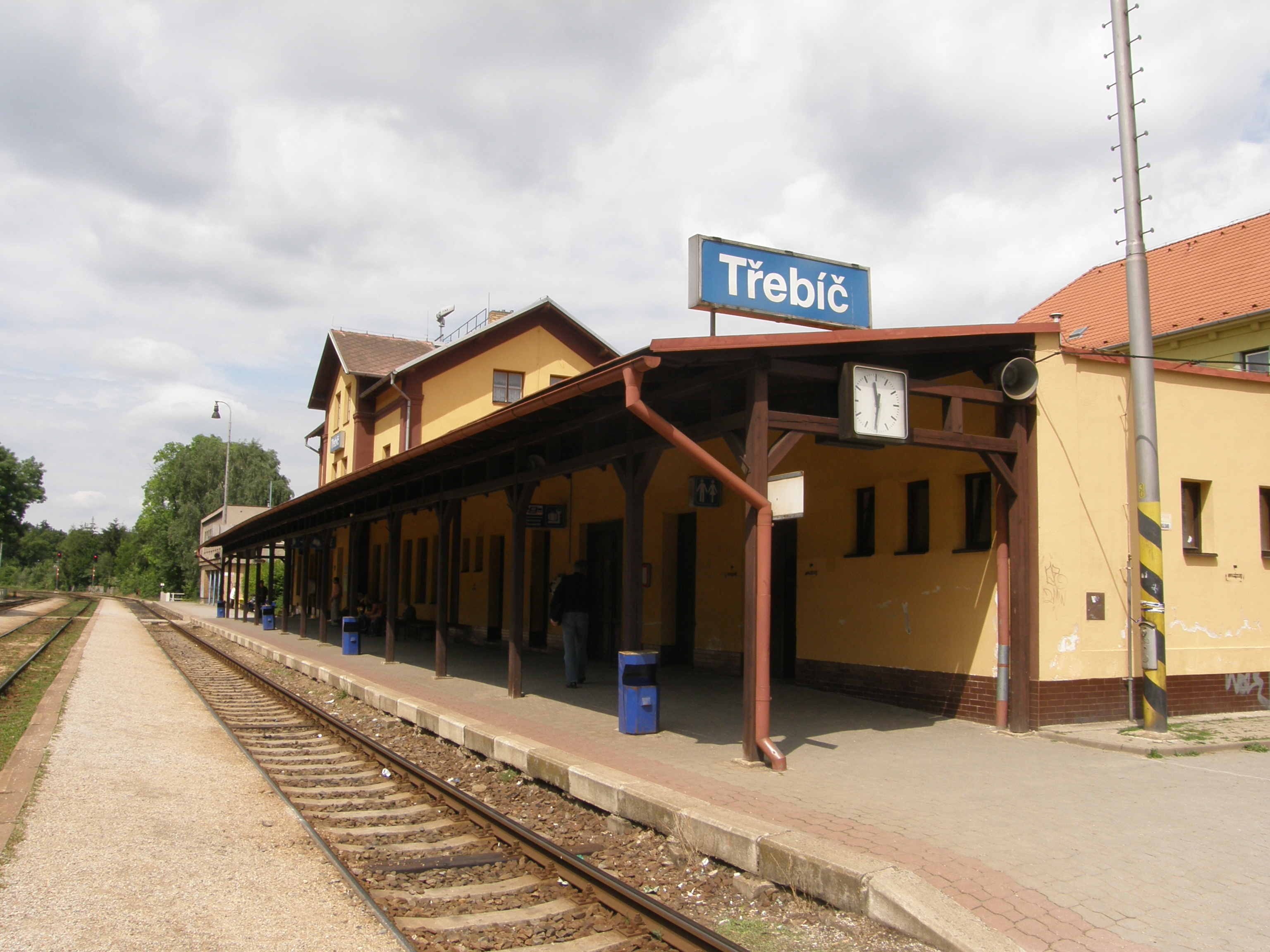
Bahnhof Třebíč (2009)

Die Konzession für die „Secundärbahn“ Segen Gottes–Okříschko erhielt die StEG zusammen mit der Strecke Studenetz–Gross Meseritsch am 28. Dezember 1882. Teil der Konzession war die Verpflichtung, die konzessionierte Bahn bis zum 1. September 1885 fertigzustellen und „dem öffentlichen Betriebe zu übergeben“. Die Konzessionsdauer war bis zum 31. Dezember 1965 festgesetzt. Eröffnet wurde die Strecke am 3. Juni 1886. Den Betrieb führte die StEG selbst aus.
Am 1. Jänner 1908 übernahmen die k.k. Staatsbahnen (kkStB) die Betriebsführung. Mit der Verstaatlichung der StEG am 15. Oktober 1909 kam dann auch die Infrastruktur zu den kkStB. Im Jahr 1912 wies der Fahrplan vier Zugpaare 2. und 3. Klasse aus. Sie benötigten für die 76 Kilometer lange Strecke zwischen Brünn und Okříschko etwas über 2,5 Stunden. Nach dem Zerfall Österreich-Ungarns im Oktober 1918 ging die Strecke an die neu gegründeten Tschechoslowakischen Staatsbahnen (ČSD) über.
Im Zweiten Weltkrieg lag die Strecke zur Gänze im Protektorat Böhmen und Mähren. Betreiber waren jetzt die Protektoratsbahnen Böhmen und Mähren (ČMD-BMB). Am 9. Mai 1945 kam die Strecke wieder vollständig zu den ČSD.
Am 1. Januar 1993 ging die Strecke im Zuge der Auflösung der Tschechoslowakei an die neu gegründeten České dráhy (ČD) über. Seit 2003 gehört sie zum Netz des staatlichen Infrastrukturbetreibers Správa železniční dopravní cesty (SŽDC).
Im Jahresfahrplan 2013 wird die Strecke alternierend im Zweistundentakt von den Schnellzügen der Linie R4 Brno–Plzeň und den Personenzügen der Linie S4 Brno–Jihlava bedient. Zwischen Brno und Náměšť nad Oslavou ist der Fahrplan zum Teil zum Einstundentakt verdichtet.
In den nächsten Jahren soll die Strecke elektrifiziert werden. Der ursprüngliche Plan sah die Elektrifizierung in zwei Abschnitten vor:
- Brno–Rapotice (April 2010 bis Dezember 2012)
- Rapotice–Jihlava (ohne Termin)

Am 11. Oktober 2019 schrieb der Streckenbetreiber SŽDC die Elektrifizierung und Modernisierung der Strecke zwischen Střelice und Zastávka u Brna als Teil des Streckenausbauprojektes Brno–Zastávka u Brna öffentlich aus. Vorgesehen ist neben der Elektrifizierung mit 25 kV 25 Hz Wechselspannung auch eine Anhebung der Höchstgeschwindigkeit auf 120 km/h und die Ausrüstung mit dem europäischen Zugsicherungssystem ETCS. Geplant wird mit einem Kostenrahmen von etwa 1,8 Milliarden Kronen. Nach vorbereitenden Arbeiten im Jahr 2023 soll der zweigleisige Ausbau und die Elektrifizierung des Abschnittes Střelice–Zastávka während einer Vollsperrung vom 30. April bis 14. Dezember 2024 realisiert werden.